# Distretto di Bab El Oued
Il distretto di Bab El Oued è un distretto della provincia di Algeri, in Algeria, con capoluogo Bab El Oued.

## Comuni
Il distretto di Bab El Oued comprende 5 comuni:
- Bab El Oued
- Casbah
- Bologhine
- Oued Koriche
- Raïs Hamidou